# Garden City (Missouri)
Garden City è un comune (city) degli Stati Uniti d'America della contea di Cass nello Stato del Missouri. La popolazione era di 1,642 persone al censimento del 2010.

## Geografia fisica
Garden City è situata a 38°33′31″N 94°11′21″W (38.558731, -94.189231).
Secondo lo United States Census Bureau, ha un'area totale di 2,51 miglia quadrate (6,50 km²).

## Storia
Garden City è stata pianificata nel 1885, e prende questo nome a causa del terreno fertile nei pressi del sito della città. Un ufficio postale chiamato Garden City è stato in funzione dal 1875.

## Società

### Evoluzione demografica
Secondo il censimento del 2010, c'erano 1,642 persone.

### Etnie e minoranze straniere
Secondo il censimento del 2010, la composizione etnica della città era formata dal 97,4% di bianchi, lo 0,2% di afroamericani, lo 0,9% di nativi americani, lo 0,2% di asiatici, lo 0,4% di altre razze, e lo 0,9% di due o più etnie. Ispanici o latinos di qualunque razza erano l'1,7% della popolazione.